# フォーヴィスム
フォーヴィスム（仏: Fauvisme、野獣派）は、20世紀初頭の絵画運動の名称。ルネサンス以降の伝統である写実主義とは決別し、目に映る色彩ではなく、心が感じる色彩を表現した。

## 歴史
1905年、パリで開催された展覧会サロン・ドートンヌに出品された一群の作品の、原色を多用した強烈な色彩と、激しいタッチを見た批評家ルイ・ボークセル（仏: Louis Vauxcelles、英: Louis Vauxcelles）が「あたかも野獣（フォーヴ、fauves）の檻の中にいるようだ」と評したことから命名された。
象徴主義の画家で、当時エコール・デ・ボザール（官立美術学校）の教授をしていたギュスターヴ・モローがフォーヴィスムの画家達の指導者であった。彼が弟子達に主張したのは、形式の枠組みの外で物事を考え、その考えに従うことであった。主な弟子達は、この運動の中心人物であるアンリ・マティス、アンドレ・ドランらであった。
フォーヴィスムはキュビズムのように理知的ではなく、感覚を重視し、色彩はデッサンや構図に従属するものではなく、芸術家の主観的な感覚を表現するための道具として、自由に使われるべきであるとする。ルネサンス以降の伝統である写実主義とは決別し、目に映る色彩ではなく、心が感じる色彩を表現した。世紀末芸術に見られる陰鬱な暗い作風とは対照的に、明るい強烈な色彩でのびのびとした雰囲気を創造した。
フォーヴィスムに分類される主要な画家は、以下のとおり。
- アンリ・マティス（Henri Matisse、1869年 - 1954年）
- ジョルジュ・ルオー（Georges Rouault1871年 - 1958年）
- アンリ・マンギャン（Henri C. Manguin、1874年 - 1943年）
- アルベール・マルケ（Albert Marquet、1875年 - 1947年）
- モーリス・ド・ヴラマンク（Maurice de Vlaminck、1876年 - 1958年）
- ラウル・デュフィ（Raoul Dufy、1877年 - 1953年）
- キース・ヴァン・ドンゲン（Kees Van Dongen、1877年 - 1968年）
- オトン・フリエス（Henri Achille Émile Othon Friesz、1879年 - 1949年）
- シャルル・カモワン（フランス語版、英語版）（Charles Camoin、1879年 - 1965年）
- アンドレ・ドラン（André Derain、1880年 - 1954年）
- ジョルジュ・ブラック（Georges Braque、1882年 - 1963年）

フォーヴィスムに影響を与えた画家として、明るく強烈な印象の色彩を使用するポール・ゴーギャンやフィンセント・ファン・ゴッホ、点描のジョルジュ・スーラやポール・シニャックに代表される新印象派の画家達、またポール・セザンヌ等が挙げられる。

## 日本への影響

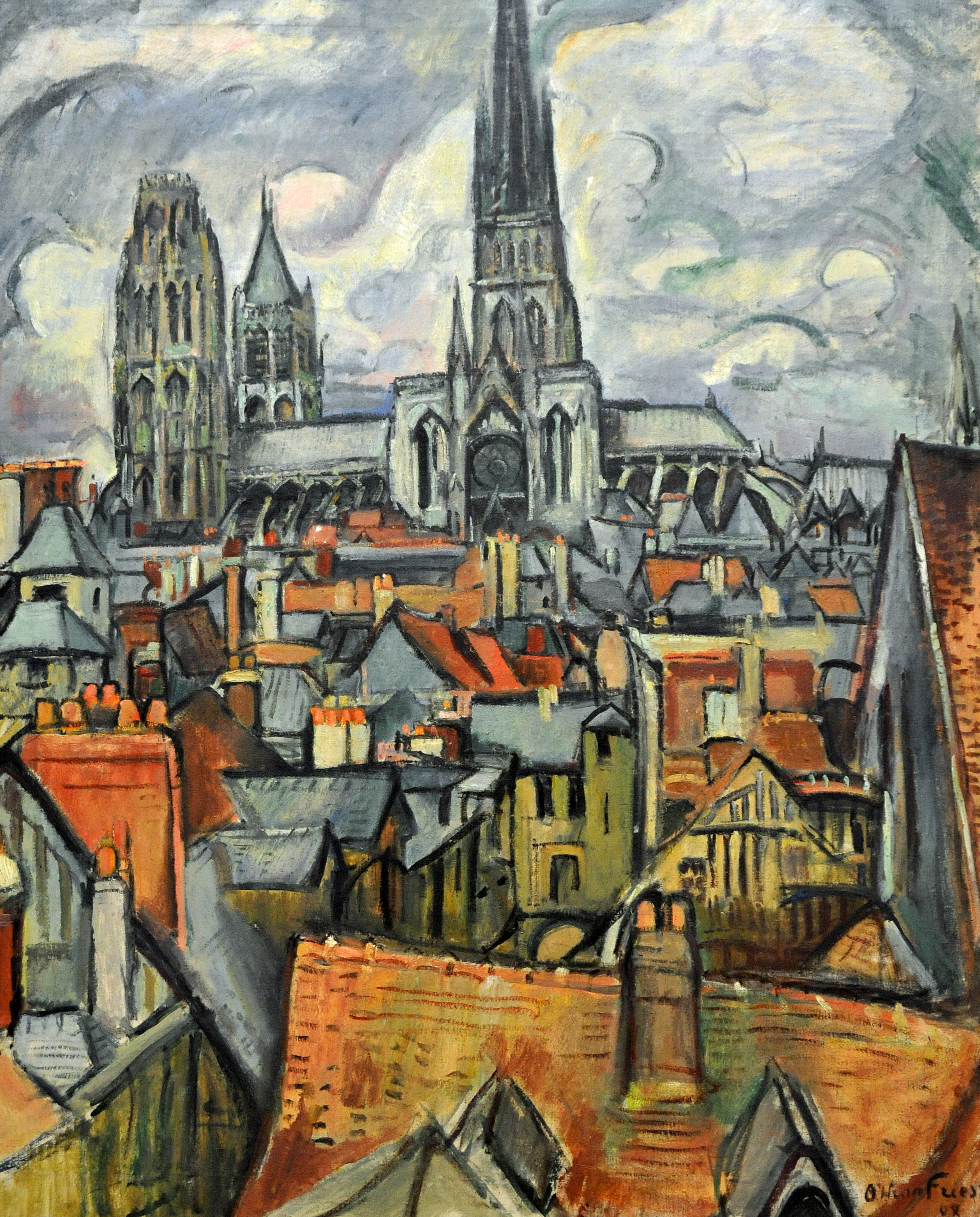
オトン・フリエス「ルーアン」(1908)

フォーヴィスムは日本にも大きな影響を与えている。オトン・フリエスの弟子として坂田一男や宮坂勝が挙げられ、現在の日本美術史にも影響を与えたとされる。
その他、1992年から1993年にかけて『フォーヴィスムと日本近代洋画』（愛知県美術館、京都国立近代美術館、東京国立近代美術館）という展覧会が開催されており、その展覧会では次の21名の作家が取り上げられた。
- 梅原龍三郎（1888年 - 1986年）
- 川上凉花（1887年 - 1921年）
- 岸田劉生（1891年 - 1929年）
- 木村荘八（1893年 - 1958年）
- 熊谷守一（1880年 - 1977年）
- 小出楢重（1887年 - 1931年）
- 小絲源太郎（1887年 - 1978年）
- 児島善三郎（1893年 - 1962年）
- 佐伯祐三（1898年 - 1928年）
- 里見勝蔵（1895年 - 1981年）
- 中川一政（1893年 - 1991年）
- 中川紀元（1892年 - 1972年）
- 中村彝（1887年 - 1924年）
- 野口弥太郎（1899年 - 1976年）
- 長谷川利行（1891年 - 1940年）
- 前田寛治（1896年 - 1930年）
- 三岸好太郎（1903年 - 1934年）
- 村山槐多（1896年 - 1919年）
- 柳瀬正夢（1900年 - 1945年）
- 萬鐵五郎（1885年 - 1927年）
- 寺西進三郎（1938年 - 2017年）